# Boynton, Oklahoma
Boynton är en ort i Muskogee County, Oklahoma, USA.